# Klooster Plasy
Klooster Plasy (Tsjechisch: Klášter Plasy en Duits: Kloster Plaß) is een voormalig cisterciënzen-klooster in de Tsjechische stad Plasy. Het klooster is in 1144 gesticht door Wladislaus II van Bohemen. Onder Keizer Jozef II is het klooster in 1785 opgeheven. Sinds 1995 is het klooster een nationaal cultureel monument (národní kulturní památka). Het klooster kreeg in 2024 als onderdeel van het Wandelpad Cisterscapes het Europees Erfgoedlabel.